# Ben Davis (direttore della fotografia)
Ben Davis (Londra, 6 settembre 1961) è un direttore della fotografia britannico, noto per le sue collaborazioni con il regista-produttore Matthew Vaughn.

## Biografia
Padre dell'attore Roman Griffin Davis, Ben Davis cominciò la sua carriera presso l'azienda Samuelsons Camera House. Lavorò come ciacchista, come assistente operatore e come operatore di ripresa. Nel 2002 debuttò come direttore della fotografia al cinema con il film Tripla identità (2002). Tra i suoi lavori più noti figurano Kick-Ass, La furia dei titani e i film dei Marvel Studios Guardiani della Galassia, Avengers: Age of Ultron, Doctor Strange e Captain Marvel.

## Filmografia

### Cinema
- Tripla identità (Miranda), regia di Marc Munden (2002)
- The Pusher (Layer Cake), regia di Matthew Vaughn (2004)
- Imagine Me & You, regia di Ol Parker (2005)
- Hannibal Lecter - Le origini del male (Hannibal Rising), regia di Peter Webber (2007)
- Stardust, regia di Matthew Vaughn (2007)
- Decameron Pie (Virgin Territory), regia di David Leland (2007)
- Senza apparente motivo (Incendiary), regia di Sharon Maguire (2008)
- Franklyn, regia di Gerald McMorrow (2008)
- Kick-Ass, regia di Matthew Vaughn (2010)
- Tamara Drewe - Tradimenti all'inglese (Tamara Drewe), regia di Stephen Frears (2010)
- Il debito (The Debt), regia di John Madden (2010)
- Il rito (The Rite), regia di Mikael Håfström (2011)
- Marigold Hotel (The Best Exotic Marigold Hotel), regia di John Madden (2012)
- La furia dei titani (Wrath of the Titans), regia di Jonathan Liebesman (2012)
- 7 psicopatici (Seven Psychopaths), regia di Martin McDonagh (2012)
- A prova di matrimonio (I Give It a Year), regia di Dan Mazer (2013)
- Non buttiamoci giù (A Long Way Down), regia di Pascal Chaumeil (2014)
- Guardiani della Galassia (Guardians of the Galaxy), regia di James Gunn (2014)
- Before I Go to Sleep, regia di Rowan Joffé (2014)
- Avengers: Age of Ultron, regia di Joss Whedon (2015)
- Genius, regia di Michael Grandage (2016)
- Doctor Strange, regia di Scott Derrickson (2016)
- Tre manifesti a Ebbing, Missouri (Three Billboards Outside Ebbing, Missouri), regia di Martin McDonagh (2017)
- Captain Marvel, regia di Anna Boden e Ryan Fleck (2019)
- Dumbo, regia di Tim Burton (2019)
- Cry Macho - Ritorno a casa (Cry Macho), regia di Clint Eastwood (2021)
- Eternals, regia di Chloé Zhao (2021)
- The King's Man - Le origini (The King's Man), regia di Matthew Vaughn (2021)
- Gli spiriti dell'isola (The Banshees of Inisherin), regia di Martin McDonagh (2022)
- My Policeman, regia di Michael Grandage (2022)
- Cattiverie a domicilio (Wicked Little Letters), regia di Thea Sharrock (2023)
- Kraven - Il cacciatore (Kraven the Hunter), regia di J. C. Chandor (2024)
- Capi di Stato in fuga (Heads of State), regia di Il'ja Najšuller (2025)

### Televisione
- Masters of Sex – serie TV, episodio 1x01 (2013)